# Automolius granulatus
Automolius granulatus är en skalbaggsart som beskrevs av Blackburn 1888. Automolius granulatus ingår i släktet Automolius och familjen Melolonthidae. Inga underarter finns listade.